# Tura (Russia)
Turá (in russo Тура́?; in evenki Туру, Turu) è un villaggio della Russia appartenente al Territorio di Krasnojarsk, centro amministrativo del distretto Ėvenkijskij.

## Storia
Fino al 1º gennaio 2007 Tura fu il capoluogo del Circondario degli Evenchi. La città è servita da un aeroporto situato a 13 km di distanza.

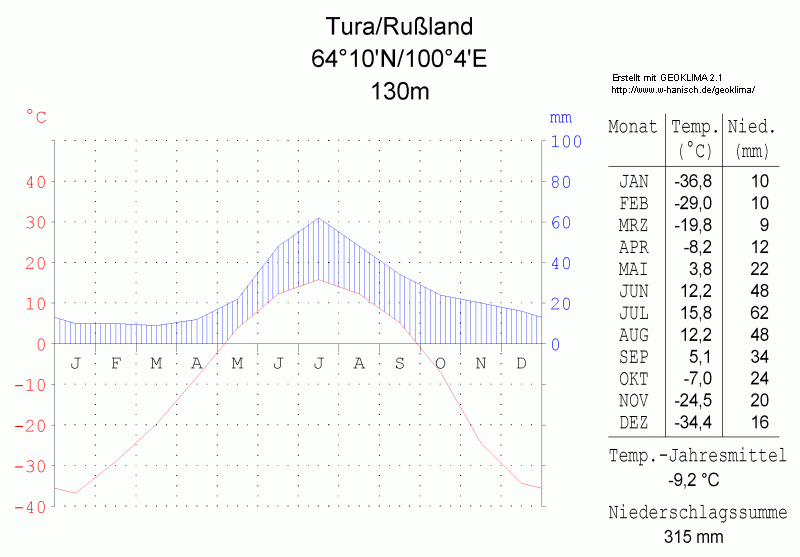
Tabella climatica

## Clima
| Tura (1991-2020) Fonte:     | Mesi         | Mesi         | Mesi         | Mesi         | Mesi         | Mesi        | Mesi        | Mesi        | Mesi         | Mesi         | Mesi         | Mesi         | Stagioni | Stagioni | Stagioni | Stagioni | Anno  |
| Tura (1991-2020) Fonte:     | Gen          | Feb          | Mar          | Apr          | Mag          | Giu         | Lug         | Ago         | Set          | Ott          | Nov          | Dic          | Inv      | Pri      | Est      | Aut      | Anno  |
| --------------------------- | ------------ | ------------ | ------------ | ------------ | ------------ | ----------- | ----------- | ----------- | ------------ | ------------ | ------------ | ------------ | -------- | -------- | -------- | -------- | ----- |
| T. max. media (°C)          | −29,9        | −23,3        | −8,3         | 1,7          | 10,0         | 20,9        | 24,2        | 19,4        | 10,4         | −2,2         | −19,4        | −28,9        | −27,4    | 1,1      | 21,5     | −3,7     | −2,1  |
| T. media (°C)               | −34,0        | −29,1        | −16,3        | −5,0         | 4,2          | 14,1        | 17,2        | 13,1        | 5,1          | −6,1         | −23,8        | −32,8        | −32,0    | −5,7     | 14,8     | −8,3     | −7,8  |
| T. min. media (°C)          | −37,9        | −34,0        | −23,3        | −11,7        | −1,4         | 7,3         | 10,7        | 7,9         | 1,1          | −9,5         | −27,7        | −36,7        | −36,2    | −12,1    | 8,6      | −12,0    | −12,9 |
| T. max. assoluta (°C)       | −1,2 (2007)  | 3,3 (1963)   | 9,3 (1981)   | 18,5 (2010)  | 31,3 (1990)  | 37,6 (1979) | 38,8 (1994) | 32,6 (2001) | 26,0 (2015)  | 17,2 (1943)  | 6,5 (1978)   | 3,0 (1979)   | 3,3      | 31,3     | 38,8     | 26,0     | 38,8  |
| T. min. assoluta (°C)       | −58,9 (1980) | −59,2 (1951) | −50,7 (2021) | −41,6 (1987) | −27,1 (1931) | −5,8 (1992) | −1,5 (1933) | −5,5 (1958) | −15,6 (1933) | −39,1 (1971) | −52,0 (1932) | −60,0 (1955) | −60,0    | −50,7    | −5,8     | −52,0    | −60,0 |
| Nuvolosità (okta al giorno) | 6,8          | 6,6          | 6,7          | 7,1          | 7,7          | 7,6         | 7,2         | 7,8         | 8,0          | 8,1          | 7,1          | 6,8          | 6,7      | 7,2      | 7,5      | 7,7      | 7,3   |
| Precipitazioni (mm)         | 16           | 12           | 12           | 17           | 35           | 46          | 56          | 68          | 38           | 32           | 24           | 19           | 47       | 64       | 170      | 94       | 375   |
| Giorni di pioggia           | 0            | 0            | 0,3          | 4,0          | 14,0         | 19,0        | 17,0        | 18,0        | 17,0         | 5,0          | 0,1          | 0,03         | 0,0      | 18,3     | 54,0     | 22,1     | 94,4  |
| Nevicate (cm)               | 41           | 46           | 47           | 27           | 2            | 0           | 0           | 0           | 0            | 7            | 22           | 33           | 120      | 76       | 0        | 29       | 225   |
| Giorni di neve              | 24           | 23           | 21           | 17           | 11           | 1           | 0           | 0,2         | 8,0          | 25,0         | 24,0         | 24,0         | 71,0     | 49,0     | 1,2      | 57,0     | 178,2 |
| Giorni di nebbia            | 14           | 9            | 1            | 0,3          | 1,0          | 2,0         | 6,0         | 11,0        | 8,0          | 1,0          | 4,0          | 12,0         | 35,0     | 2,3      | 19,0     | 13,0     | 69,3  |
| Umidità relativa media (%)  | 77           | 76           | 70           | 63           | 58           | 59          | 65          | 73          | 75           | 78           | 78           | 77           | 76,7     | 63,7     | 65,7     | 77       | 70,8  |
| Vento (direzione-m/s)       | W 0,9        | W 1,0        | W 1,5        | W 2,2        | W 2,3        | W 2,1       | N 1,7       | W 1,6       | W 1,7        | W 1,8        | W 1,3        | W 1,0        | 1,0      | 2,0      | 1,8      | 1,6      | 1,6   |